# Leica M2
Leica M2 — малоформатный дальномерный фотоаппарат немецкой компании Leica Camera, выпускавшийся с 1957 по 1968 год.
Вторая модель из семейства Leica M, упрощённая модификация фотоаппарата Leica M3.
Всего было выпущено более 82 000 фотоаппаратов.

## Отличия от модели Leica M3
Главным отличием от «Leica M3» стал видоискатель, поле зрения которого соответствует объективу с фокусным расстоянием 35 мм против 50 мм предыдущей модели. Это избавило от необходимости использования приставного визира с таким объективом, но уменьшило эффективную базу дальномера за счёт снижения увеличения с 0,91× до 0,72×. При той же номинальной базе 68,5 мм эффективная стала всего 49,32, уступая последней резьбовой модели Leica III, аналогичный параметр которой составлял 58,5 мм.
- Изменённая форма верхней крышки (без выштамповок).
- Автоматический счётчик кадров с ручной установкой первого кадра.
- Изменённая форма курка взвода затвора.
- Вместо рычага включения обратной перемотки плёнки на некоторых аппаратах стояла кнопка.
- Увеличение окуляра видоискателя 0,72×. В поле зрения видоискателя видны кадроограничительные рамки (с компенсацией параллакса) для объективов с фокусным расстоянием 35, 50 и 90 мм.
- В устройстве подсветки кадроограничительных рамок вместо матового стекла применена линза Френеля.

## Технические характеристики
- Тип применяемого фотоматериала — плёнка типа 135.
- Размер кадра 24×36 мм.
- Корпус металлический, со съёмной нижней крышкой и открывающейся панелью на задней стенке.
- Курковый взвод затвора и перемотки плёнки.
- Обратная перемотка плёнки осесмещённой цилиндрической головкой.
- Крепление объектива — байонет Leica M.
  - Аппарат мог комплектоваться по желанию покупателя объективами различных моделей, возможна была продажа без объектива (body).
- Видоискатель совмещён с дальномером, база дальномера 65 мм.
- В поле зрения видоискателя видны переключаемые кадроограничительные рамки для сменных объективов. Рамки для длиннофокусных объективов переключались или автоматически или вручную, на передней панели камеры имелся переключатель. Автоматическое переключение рамок определялось конструкцией байонета Leica M. Адаптеры для сменных объективов, в свою очередь, выпускались для оптики М39 с различным фокусным расстоянием.[3]
- Фотографический затвор — фокальный с матерчатыми шторками, с горизонтальным движением шторок.
- Выдержки затвора от 1 до 1/1000 с и «В», «невращающаяся» головка выдержек.
- Выдержка синхронизации — 1/50 с, кабельный синхроконтакт «Х» и «М».
- Обойма для крепления фотовспышки и сменных видоискателей.
- Механический автоспуск (на моделях ранних выпусков автоспуск отсутствует).

## Фотоаппарат Leica MD
- Фотоаппарат Leica MD — упрощённая модификация без дальномера и видоискателя, предназначена для использования в качестве фоторегистратора или совместно с зеркальной приставкой «Leica Visoflex».

## Фотография Эрнесто Че Гевара
5 марта 1960 года фотограф кубинской газеты «Revolución» Альберто Корда фотоаппаратом Leica M2 сделал всемирно известную фотографию «Героический партизан», на которой изображён кубинский революционер Эрнесто Че Гевара.